# Lucas Da Silva
Lucas Da Silva (15 juli 1999) is een Belgisch-Portugese atleet, die gespecialiseerd is in de lange afstand en het veldlopen. Hij veroverde een Belgische titel.

## Biografie
In het veldlopen nam Da Silva tussen 2017 en 2019 drie opeenvolgende keren deel aan de Europese kampioenschappen. Tweemaal bij de U20, met een 27e plaats in 2018 als beste resultaat en eenmaal bij de U23.
Da Silva werd in 2021 op de 10.000 m voor de eerste keer Belgisch kampioen.
Da Silva is aangesloten bij FC Luik.

## Belgische kampioenschappen
Outdoor
| Onderdeel |      |
| --------- | ---- |
| 10.000 m  | 2017 |

## Persoonlijke records
Baan
| Onderdeel | Prestatie | Datum        | Plaats     |
| --------- | --------- | ------------ | ---------- |
| 3000 m    | 8.16,05   | 11 juli 2021 | Lokeren    |
| 5000 m    | 14.58,21  | 30 mei 2019  | Nijvel     |
| 10.000 m  | 29.38,50  | 12 juni 2021 | Gentbrugge |

## Palmares

### 10.000 m
- 2021:  BK AC te Gentbrugge – 29.38,50

### 10km
- 2022:  Parelloop - 29:23

### veldlopen
- 2017: 73e EK U20 in Samorin
- 2018: 27e EK U20 in Tilburg
- 2019: 59e EK U23 in Lissabon

### Halve marathon
- 2021:  Halve marathon van Nice - 1:06.37
- 2022:  Route du Vin - 1:04.27